# Pseudepapterus
Pseudepapterus es un género de peces actinopeterigios de agua dulce, distribuidos por ríos de la vertiente atlántica de América del Sur, en Brasil y Venezuela.

## Especies
Existen tres especies reconocidas en este género:
- Pseudepapterus cucuhyensis Böhlke, 1951
- Pseudepapterus gracilis Ferraris y Vari, 2000
- Pseudepapterus hasemani (Steindachner, 1915)